# Chloroclysta albifasciata
Chloroclysta albifasciata är en fjärilsart som beskrevs av Hoegh-guldberg 1955. Chloroclysta albifasciata ingår i släktet Chloroclysta och familjen mätare. Inga underarter finns listade i Catalogue of Life.